# Lapeyrouse-Fossat
Lapeyrouse-Fossat è un comune francese di 2 704 abitanti situato nel dipartimento dell'Alta Garonna nella regione dell'Occitania.

## Società

### Evoluzione demografica
Abitanti censiti